# مريم ميرزاخاني
مريم ميرزاخاني (مواليد 3 مايو 1977م في طهران‏-15 يوليو 2017م) هي رياضياتية إيرانية، أستاذة في الرياضيات (منذ 1 سبتمبر 2008م) في جامعة ستانفورد. تشمل اهتماماتها البحثية الهندسة الزائدية ونظرية إرجوديك وTeichmüller space. في أغسطس 2014م حصلت على جائزة فيلدز العالمية بالرياضيات، وهي أول امرأة تحصل على الجائزة، وأول شخصية إيرانية أيضاً.
حصلت على الاعتراف الدولي وهي في المرحلة الثانوية بعد تلقي الميداليات الذهبية في كل من أولمبياد الرياضيات الدولي (هونغ كونغ 1994م) وسجّلت 41 نقطة من أصل 42 نقطة، لتحتل المرتبة 23 لها بالاشتراك مع خمسة من المشاركين الآخرين، وفي الأولمبياد الدولي للرياضيات (كندا 1995م) حصلت على الدرجة الكاملة 42 نقطة من أصل 42 نقطة، لتحتل المرتبة 1 لها بالاشتراك مع 14 شخصاً من المشاركين الآخرين.

## التعليم
بدأت مريم ميرزاخاني تعليمها الثانوي في مدرسة فازنجين والتحقت بالمنظمة الوطنية لتنمية المواهب الإستثنائية (NODET) في طهران، إيران. حصلت على بكالوريس في الرياضيات من جامعة شريف التكنولوجية في طهران. ثم حصلت على الدكتوراه من جامعة هارفارد سنة 2004، تحت إشراف كورتيس مكمولن الحاصل على ميدالية فيلدز. وكانت ميرزاخاني باحثة في معهد كلاي للرياضيات وأستاذة مشاركة في جامعة برنستون سنة 2004.

## العمل العلمي
ساهمت ميرزاخاني في العديد من النظريات حول سطح ريمان، متخصصة في الرياضيات الهندسية للاشكال غير التقليدية، وفي البحث عن وسائل جديدة لتحديد احجام المساحات المنحنية. عمل مريم مرزخانى الذي اسهمت به واهلها للفوز بجائزه فيلدز ميدال يتعلق بسطوح ريمان ومن خلال عملها في هذا المجال استطاعت ان تضع صيغه عامه لحساب عدد المنحنيات الجيوديسيه المغلقه في سطوح ريمان الذي يحتوى على عد كبير جدا من الثقوب أو الفجوات «هذا العدد يسمى Genus». كما أنها وضعت صيغه تتابعيه لحساب حجوم سطوح ريمان. حيث أنه لسطح من سطوح ريمان يمكن الحصول على معامل حسابى مرافق للشكل الهندسى يعرف باسم "’Moduli spaces". وقد وضعت مريم مردخانى صيغه تتابعيه لحساب ا لحجم على هذا المعامل بدقه عاليه كما توقعها إدوارد. ويتن في حساباته.

## حياتها الشخصية

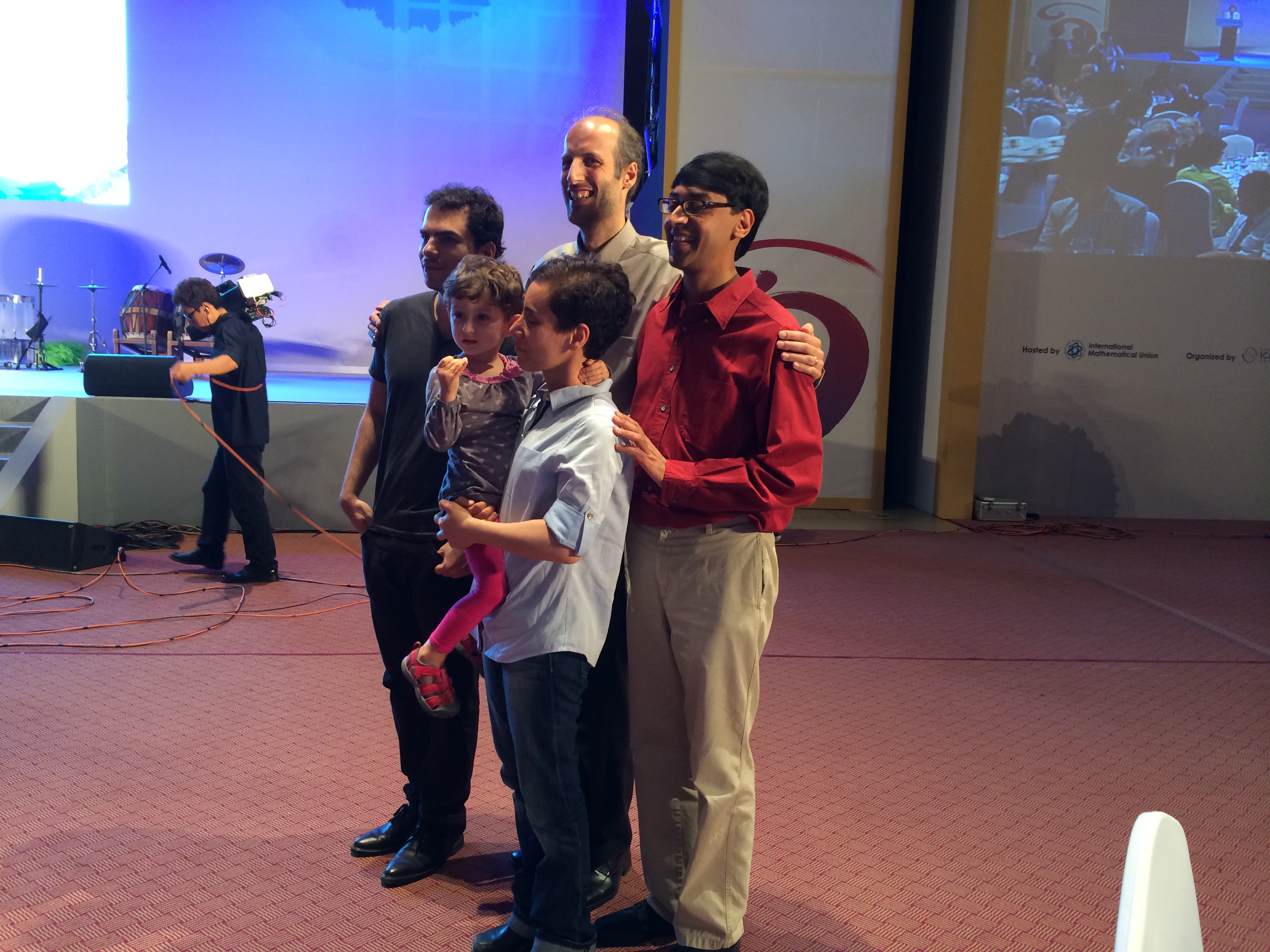
الحائزون على ميداليات الحقول الأربعة بالإضافة إلى إبسيلون

تزوجت من عالم الحاسوب النظري والرياضيات التطبيقية يان فوندراك الأستاذ المشارك في جامعة ستانفورد  ولهم فتاة تدعى أناهيتا

## وفاتها
توفيت مريم في يوم 15 يوليو 2017 في مدينة بالو ألتو، بولاية كاليفورنيا في الولايات المتحدة بعد صراع طويل مع مرض سرطان الثدي عن عمر يناهز 40 عاماً.

## الجوائز
1. ميدالية فيلدز 2014.[29][30]
2. المتحدث العامة في المؤتمر الدولي لعلماء الرياضيات (ICM 2014).
3. جائزة بلومنتال 2009.

## روابط خارجية
- مريم ميرزاخاني على موقع IMDb (الإنجليزية)
- مريم ميرزاخاني على موقع الموسوعة البريطانية (الإنجليزية)
- مريم ميرزاخاني على موقع مونزينجر (الألمانية)